# Jump Back: The Best of The Rolling Stones
Jump Back: The Best of the Rolling Stones es el sexto álbum recopilatorio oficial de The Rolling Stones, fue lanzado en 1993 para todo el mundo, exceptuando a Estados Unidos, el lanzamiento para aquel país se produjo el 24 de agosto de 2004.
Esta fue la primera recopilación de los Rolling Stones en ser editada en CD, Jump Back: The Best of the Rolling Stones recoge lo mejor desde Sticky Fingers de 1971 hasta el álbum de estudio más reciente de ese entonces Steel Wheels de 1989. Es el primer lanzamiento bajo contrato con Virgin Records en noviembre de 1993 (mientras que Voodoo Lounge se encontraba en proceso de grabación), Jump Back llegó al puesto # 16 en el Reino Unido y se convirtió en un éxito. A pesar de su tardía liberación en los Estados Unidos (2004) logró alcanzar un el puesto # 30 y en disco de platino. Las ventas mundiales para el álbum fueron muy fuertes, llegando a vender cerca de 7 millones de copias desde su lanzamiento.
La carátula del álbum fue diseñada por Bill Smith y el collage de la funda interior por Len Peltier.
En 2009 Jump Back: The Best of the Rolling Stones fue remasterizado y reeditado por Universal Music, incluyéndose la versión álbum de «Miss You» en lugar de la versión single.

## Lista de canciones
Todos los temas escritos por Mick Jagger y Keith Richards, excepto donde se indique.
1. «Start Me Up» – 3:34
2. «Brown Sugar» – 3:48
3. «Harlem Shuffle» – 3:25 (Bobby Byrd, Earl Nelson)
4. «It's Only Rock 'n' Roll (But I Like It)» – 5:07
5. «Mixed Emotions» (versión editada) – 4:01
6. «Angie» – 4:31
7. «Tumbling Dice» – 3:45
8. «Fool to Cry» (versión editada) – 4:06
9. «Rock and a Hard Place» (versión editada) – 4:05
10. «Miss You» – 3:36
11. «Hot Stuff» (versión editada) – 3:30
12. «Emotional Rescue» – 5:39
13. «Respectable» – 3:07
14. «Beast of Burden» – 3:28
15. «Waiting on a Friend» – 4:35
16. «Wild Horses» – 5:43
17. «Bitch» – 3:36
18. «Undercover of the Night» – 4:33

## Certificaciones
| País    | Organismo certificador | Certificación | Ventas certificadas | Ref.  |
| ------- | ---------------------- | ------------- | ------------------- | ----- |
| Uruguay | CUD                    | Oro           | 3 000               | [ 2 ] |